# Ubá
Ubá – miasto i gmina w Brazylii, w stanie Minas Gerais. Znajduje się w mezoregionie Zona da Mata i mikroregionie Ubá.
W mieście ma siedzibę klub piłkarski SC Aymorés.